# St Ronans Well
St Ronans Well, auch bekannt in der Schreibweise St Ronan’s Well, ist ein Wasserfall im Marlborough District auf der Südinsel Neuseelands. Am Ostrand der St Arnaud Range liegt er im Lauf des Ronans Stream, der unweit hinter dem Wasserfall in östlicher Fließrichtung in den Wairau River mündet. Seine Fallhöhe beträgt rund 5 Meter.
Der Wasserfall befindet sich auf privatem Gelände, ist aber dennoch gegen Maut über die Zufahrtsstraße entlang des Wairau River zwischen Saint Arnaud und Hanmer Springs erreichbar und bei Anhängern des Canyoning beliebt. Benannt ist er nach der Novelle Saint Ronan’s Well des schottischen Dichters Walter Scott aus dem Jahr 1824, die zu dessen Zyklus der Waverley Novels gehört.